# Spermatozele
Als Spermatozele bezeichnet man eine vom Nebenhoden (seltener vom Samenstrang) ausgehende Retentionszyste, d. h. eine durch eine Abflussbehinderung gebildete zystische Aufweitung, die mit eiweißreicher und spermienhaltiger Flüssigkeit gefüllt ist. In der Regel ist die Spermatozele am oberen Hodenpol lokalisiert und kann zu Beginn von außen als stecknadelkopfgroßes Knötchen getastet werden. Unbehandelt kann sie über Jahre auf Grapefruit-Größe oder mehr anwachsen.

## Diagnostik
Differenzialdiagnostisch abzugrenzen sind Spermatozele von Spermagranulomen, Hodentumoren sowie Nebenhodentumoren.

## Entstehung
Die Spermatozele ist meistens Folge eines Traumas oder einer Entzündung des Nebenhodens (Epididymitis), kann jedoch auch angeboren sein. Sie tritt bei 80 % aller Männer auf, ist bei den meisten aber nur von geringer Größe oder nicht einmal wahrnehmbar. Bei 5 % aller Männer ist diese Aufweitung krankhaft und wesentlich größer. Sie kann sowohl beidseitig als auch einseitig auftreten.

## Therapie
Asymptomatische Spermatozelen bedürfen keiner Behandlung. Im frühen Stadium ist auf Grund der Risiken eher von einem chirurgischen Eingriff abzuraten.
Eine Behandlungsindikation besteht bei Größenzunahme, Schmerzhaftigkeit und Druckgefühl. Chirurgischen Zugang verschafft ein tiefer Inguinalschnitt oder ein Skrotalschnitt. Komplikationen der Operation sind Blutungen, Skrotalhämatom, Lymphödem, Schwellung, Wundinfektion, Infektion von Hoden und Nebenhoden, ferner Rezidivität. Ein operativer Eingriff kann Unfruchtbarkeit hervorrufen, sollte somit nur unter Berücksichtigung der Familienplanung und der Schwere des Lokalbefundes erfolgen.